# Трибромсилан
Трибромсилан — неорганическое соединение,
бромпроизводное моносилана с формулой SiHBr3,
бесцветная жидкость,
реагирует с водой,
самовоспламеняется на воздухе.

## Получение
- Реакция бромистого водорода и кремния:

{\displaystyle {\mathsf {Si+2HBr\ {\xrightarrow {360-400^{o}C}}\ SiH_{2}Br_{2}}}}
{\displaystyle {\mathsf {Si+3HBr\ {\xrightarrow {360-400^{o}C}}\ SiHBr_{3}+H_{2}}}}
{\displaystyle {\mathsf {Si+4HBr\ {\xrightarrow {360-400^{o}C}}\ SiBr_{4}+2H_{2}}}}
полученную смесь бромидов разделяют фракционной перегонкой.

## Физические свойства
Трибромсилан образует бесцветную жидкость,
реагирует с водой,
самовоспламеняется на воздухе.